# Lolo Sainz
Manuel Sainz Márquez, detto Lolo (Tétouan, 28 agosto 1940), è un ex cestista, allenatore di pallacanestro e dirigente sportivo spagnolo.

## Carriera
Con la Spagna ha disputato tre edizioni dei Campionati europei (1961, 1963, 1965).
Da allenatore ha guidato la Spagna ai Giochi olimpici di Sydney 2000, a due edizioni dei Campionati mondiali (1994, 1998) e a quattro dei Campionati europei (1993, 1995, 1997, 1999).

## Palmarès

### Giocatore
- Campionato spagnolo: 7

Real Madrid: 1960-61, 1961-62, 1962-63, 1963-64, 1964-65, 1965-66, 1967-68
- Copa del Rey: 4

Real Madrid: 1961, 1962, 1965, 1966, 1967
- Coppa dei Campioni: 4

Real Madrid: 1963-64, 1964-65, 1966-67, 1967-68
- Coppa Latina: 1

Real Madrid: 1967

### Allenatore
- Campionato spagnolo: 10

Real Madrid: 1975-76, 1976-77, 1978-79, 1979-80, 1981-82, 1983-84, 1984-1985, 1985-86
Joventut Badalona: 1990-91, 1991-92
- Copa del Rey: 4

Real Madrid: 1977, 1985, 1986, 1989
- Supercoppa spagnola: 1

Real Madrid: 1984
- Copa Príncipe de Asturias: 1

Joventut Badalona: 1991
- Liga catalana: 3

Joventut Badalona: 1990, 1991, 1992
- Coppa dei Campioni: 2

Real Madrid: 1977-78, 1979-80
- Coppa delle Coppe: 2

Real Madrid: 1983-84, 1988-89
- Coppa Korać: 1

Real Madrid: 1987-88
- Coppa Intercontinentale: 4

Real Madrid: 1976, 1977, 1978, 1981
- Argento FIBA EuroBasket

Francia 1999